# Dwight Macdonald
Dwight Macdonald, nascut a Nova York el 24 de març de 1906 i mort el 19 de desembre de 1982, va ser un periodista, escriptor i crític social, polític i cinematogràfic estatunidenc.
Gran figura del New Yorker, Macdonald ha publicat més de trenta assaigs i cròniques a The New York Review of Books, recolzant aquesta revista des de quan va començar a publicar-se al febrer de 1963. D'idees radicals sobre la situació política, Macdonald era conservador sobre el pla cultural.

## Biografia
Nascut a Nova York, Dwight Macdonald va estudiar en la Phillips Exeter Academy i a la Universitat Yale. Després de començar com a becari en Macy's, es va incorporar ràpidament a la revista Time on el seu antic company de Yale Henry li ofereix un lloc. A partir de 1929, Macdonald és redactor en cap adjunt de Fortune. Com a nombrosos periodistes de Fortune, les opinions polítiques de Macdonald es radicalitzen amb la Gran Depressió. Abandona Fortune el 1936 per desavinences editorials.
Macdonald es converteix en redactor de Partisan Review de 1937 a 1943, però abandona aquesta publicació per fundar la seva pròpia revista anomenada Politics de 1944 a 1949. A Politics, escriuen intel·lectuals com Lionel Trilling, Mary McCarthy, George Orwell, Bruno Bettelheim i C. Wright Mills. Durant la mateixa època, Dwight Macdonald fa part de la redacció del New Yorker i participa en Esquire com a crític de cinema, adquirint a poc a poc una celebritat que li permet en els anys 1960 comentar les pel·lícules en l'emissió de televisió The Today Xou de la cadena NBC.
Macdonald abandona el trotskisme, com a nombrosos intel·lectuals d'aquella època, i es passa al pacifisme i a l'anarquisme individualista. Durant els anys 1950, s'oposa feroçment al règim soviètic. Una mica més tard, es converteix en opositor a la guerra de Vietnam i és molt favorable al moviment estudiantil dels anys 1960 encapçalat per gent com Abbie Hoffman.

## Crítica Política
Dwight Macdonald va trencar amb les idees de Leon Trotsky quan aquest va aixafar sense pietat la Rebel·lió de Kronstadt (Març de 1921); progressant cap a un socialisme democràtic. Es va oposar a qualsevol totalitarisme, inclòs el feixisme i el comunisme, la derrota del qual va profetizar necessària per a la supervivència de la civilització. Macdonald va denunciar a Joseph Stalin, primer per encoratjar la insurrecció de Varsòvia (Agost–Octubre de 1944) sabent que seria una massacre i més tard per detenir l'avanç de l'Exèrcit Roig als afores de Varsòvia per permetre a la Wehrmacht aniquilar als lideris polonesos.
Al mateix temps Macdonald va ser molt crític amb els mètodes de les democràcies per oposar-se al totalitarisme. Després d'observar els desastres de la Segona Guerra Mundial Macdonald es va fer un gran defensor del pacifisme.
En un debat contra Norman Mailer, Macdonald va dir que si li forçaven a triar preferia el bloc occidental perquè opinava que l'estalinisme i el comunisme eren les grans amenaces de la civilització.

## Crítica Cultural
Durant els 1950s i els 1960s, Dwight Macdonald va fer una vehement crítica cultural dels mass media i la cultura de masses, exemple de la mediocritat; la cursileria de l'obra de teatre Our Town (1938), de Thornton Wilder, la còmoda i homogènia cultura del Great Books of the Western World, i el simplista llenguatge de la Revised Standard Version (1966) de la Bíblia.
En Against the American Grain: Essays on the Effects of Mass Culture (1962), Macdonald prega a les elits culturals perquè escapin de la cultura de masses que domina la societat americana i construeixin un món hermètic on puguin produir autèntic art i cultura.
En l'assaig Dwight Macdonald on Culture: The Happy Warrior of the Mind, Reconsidered (2013), Tadeusz Lewandowski diu que Macdonald intenta donar resposta a les grans preguntes sobre la cultura des de la posició d'un intel·lectual públic situat en la tradició conservadora britànica, a pesar que anteriorment va coquetejar amb els marxistes de l'Escola de Frankfurt.
MacDonald reprèn la crítica a la cultura de masses suggerida als anys trenta, amb el sorgiment del kitsch. Continuarà la crítica iniciada per Celement Greenberg on afirmava que el kitsch seria universalment popular. Es parlava de l'alta cultura (highbrown) i la baixa cultura (lowbrown) segons Dwight McDonald. Però durant els anys 50 va incrementar la població, sobretot els Estats Units, amb un alt poder adquisitiu i va provocar que es crees una nova classe social anomenada Midcult. Aquesta classe social no tenia tan poder adquisitiu com les altes classes per aquest motiu les fàbriques comencen a crear-ne productes especifics per aquesta nova classe social, coneguts om productes Kitsch, que imiten els productes de les classes més altes però a un preu més economic, ja que, es produïen en sèrie.
Amb Dwight MacDonald, el Kitsch queda identificat amb l'art de la midcult.

## Obres

### Obres traduïdes en espanyol
- La raíz es el hombre. Radicales contra progresistas, Ediciones El Salmón, 2017.
- El cine soviético : una historia y una elegía

### Obres traduïdes en francès
- Le socialisme sans le progrès (títol original : The Root is Man: Two Essays in Politics).
- Une tragédie sans héros : essais critiques sur la politique, la guerre et la culture

### Obres traduïdes en anglès
- Fascism and the American Scene (1938)
- The war's greatest scandal; the story of Jim Crow in uniform (1943)
- The Responsibility of Peoples: An Essay on War Guilt (1944)
- Henry Wallace: The Man and the Myth (1948)
- The Root is Man: Two Essays in Politics (1953)
- The Ford Foundation: The Men and the Millions - an Unauthorized Biography (1955)
- The Responsibility of Peoples, and Other Essays in Political Criticism (1957)
- Memoirs of a Revolutionist: Essays in Political Criticism (1960)
- Neither Victims nor Executioners by Albert Camus (1960) traductor
- Parodies: An Anthology from Chaucer to Beerbohm - and After (1960) editor
- Against The American Grain: Essays on the Effects of Mass Culture (1962)
- Our Invisible Poor (1963)
- Poems of Edgar Allan Poe (1965) editor
- Politics Past (1970)
- Dwight Macdonald on Movies (1971)
- Discriminations: Essays and Afterthoughts 1938-1974 (1974)
- My Past and Thoughts: The Memoirs of Alexandre Herzen (1982) editor
- A Moral Temper: The Letters of Dwight Macdonald (2001) editat per Michael Wreszin